# Hedvig Rasmussen
Hedvig Lærke Berg Rasmussen (Frederiksberg, 22 de dezembro de 1993) é uma remadora dinamarquesa, medalhista olímpica.

## Carreira
Rasmussen competiu nos Jogos Olímpicos de 2016 e na prova do dois sem conquistou a medalha de bronze com Anne Dsane Andersen.